# Дерик Вилијамс
Дерик Лерон Вилијамс (енгл. Derrick LeRon Williams; Белфлауер, 25. мај 1991) амерички је кошаркаш. Игра на позицији крилног центра.

## Каријера
Након две проведене сезоне на универзитету Аризона, Вилијамс је 2011. године изашао на НБА драфт где је као 2. пик одабран од стране Минесота тимбервулвса. У својој првој сезони у НБА одабран је у другу идеалну поставу НБА новајлија. У другој сезони је пружао најбоље статистичке партије у НБА, бележећи просечно 12 поена и пет скокова на 72 одиграна меча. У сезони 2013/14. је трејдован у Сакраменто кингсе. Провео је непуне две сезоне у Сакраменту, где је углавном улазио у игру са клупе и бележио око 8 поена просечно по мечу.
У сезони 2015/16, као играч Њујорк никса је наступио на 80 утакмица, уз просек од 9,3 поена по мечу. Након тога је кратко био у Мајами хиту и Кливленд кавалирсима а последњи ангажман у НБА је имао у Лос Анђелес лејкерсима где је одиграо само два меча. За седам сезона у НБА је наступио на 428 мечева у регуларном делу сезоне а у просеку је бележио 8,9 поена и 4 скока.
Током сезоне 2017/18. је играо и у Кини за екипу Тјенђина, где је постизао у просеку више од 20 поена по мечу. Почетком октобра 2018. по први пут долази у европску кошарку и потписује за Бајерн Минхен, код тренера Дејана Радоњића. У својој првој евролигашкој сезони је бележио 13,4 поена и 4,2 поена на 29 одиграних утакмица. Са екипом из Минхена је у сезони 2018/19. освојио Бундеслигу Немачке. У јулу 2019. прелази у Фенербахче. Са Фенербахчеом је провео једну сезону у којој је освојио Куп Турске. У сезони 2020/21. је био играч Валенсије.

## Успеси

### Клупски
- Бајерн Минхен:
  - Првенство Немачке (1): 2018/19.

- Фенербахче:
  - Куп Турске (1): 2020.

### Појединачни
- Идеални тим новајлија НБА — друга постава: 2011/12.